# Ofelio (historieta de Jorge)
Ofelio es una serie de historietas creada por Miguel Bernet, alias Jorge, para el semanario "El DDT" en 1951.

## Trayectoria editorial
Ofelio hizo su aparición en el primer número de "El DDT contra las penas", correspondiente a mayo de 1951. Se publicó primero a toda página y luego a doble tira.

## Argumento y personajes
Ofelio es un hombrecillo calvo y con patillas, que lleva un chaqué y canotier. Sufre de una gran timidez, que le impide conseguir sus metas sentimentales y laborales.